# Gravettien
Subdivisions
Gravettien ancien
Gravettien moyen
Gravettien récent
Gravettien tardif
Objets typiques
débitage de lames en silex rectilignes, pointes spécialisées, lamelles à dos, burins dièdres
Le Gravettien est une culture préhistorique appartenant au Paléolithique supérieur européen, caractérisée par son industrie lithique. Il est connu pour ses figurines de Vénus, qui étaient généralement sculptées en ivoire ou en calcaire. Il doit son nom au site de La Gravette, situé sur la commune de Bayac, en Dordogne. Il est précédé par l’Aurignacien  (43 000 à 29 000). Le Solutréen succède en Europe au Gravettien à partir de 23 000 ans AP.

## Chronologie et climat
La culture du Gravettien fait partie du Paléolithique supérieur et s'inscrit chronologiquement en Europe de l'Ouest entre l'Aurignacien et le Solutréen. Elle a duré d'environ 31 000 à 23 000 ans avant le présent (AP). La culture gravettienne se termine par un faciès lithique original nommé Protomagdalénien.
À partir de 28 500 ans AP, à la suite de l'interstade Maisières, l'Europe connaît un refroidissement sévère qui correspond au stade SIO 2 de la dernière glaciation, et qui atteint son maximum au Solutréen. Au cours du cycle gravettien, un épisode un peu plus clément, caractérisé par une augmentation de l'humidité et un adoucissement très relatif, est reconnu entre environ 26 500 et 24 500 ans AP, sous le nom d'« oscillation (ou épisode) de Tursac »,,.

## Extension géographique
La densité de population est importante dans les vallées des petites rivières de la Charente, la Charente-Maritime, la Dordogne et la Vienne.
Le Gravettien se retrouve aussi en Allemagne, en Belgique, en Espagne, en Italie, dans le sud de la Grande-Bretagne, en Autriche et en Moravie où un Gravettien oriental, le Pavlovien, a été défini à partir de vestiges découverts dans le village de Pavlov.
On rencontre les plus anciennes traces du Gravettien dans la grotte de Kozarnika (Kozarnikien), en Bulgarie. Il serait ensuite apparu en Crimée du sud, à Buran-Kaya, il y a environ 32 000 ans (voir Monts de Crimée), puis près de rives du Danube en Autriche et dans le sud de l'Allemagne.
En Italie, le Gravettien final évolue vers un faciès plus microlithique, l'Épigravettien (ou Tardigravettien). Ce faciès est caractérisé par la présence de microgravettes, de petits grattoirs sur éclat et de lamelles à dos. Subdivisé en Épigravettien ancien, récent et final, il perdure jusqu'à 12 000 ans AP et est contemporain du Solutréen et du Magdalénien.
En Europe centrale et orientale, le Gravettien (Kostenkien) évolue vers des faciès épigravettiens sensiblement distincts de leurs équivalents méridionaux.
Lors du dernier maximum glaciaire (il y a 27 000 à 23 000 ans), le climat très froid et sec contraint les populations à se retirer dans les régions du sud. Les péninsules ibériques, italiennes et grecques en particulier sont de plus en plus peuplées.

## Industrie
Le Gravettien est caractérisé par le débitage de lames en silex très droites, utilisées pour réaliser des pointes de projectile à dos rabattu rectiligne, appelées « pointe de la Gravette ». L'industrie lithique comprend également de petits outils diversifiés et spécialisés : petites pointes appelées « fléchettes », « pointes de la Font-Robert », pointes à retouches sur face plane, divers types de burins (dont le burin de Noailles), etc.

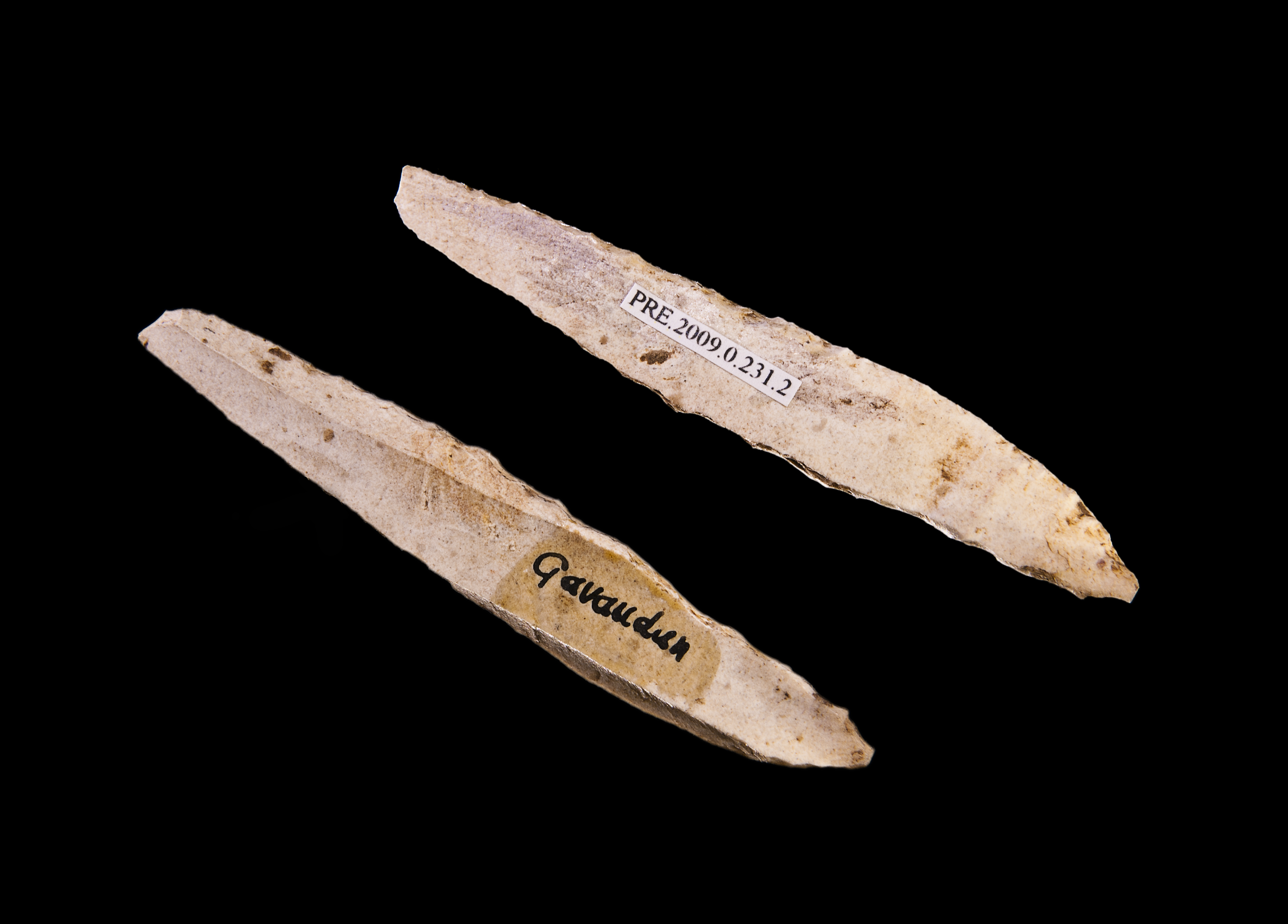
Pointe de la Gravette.
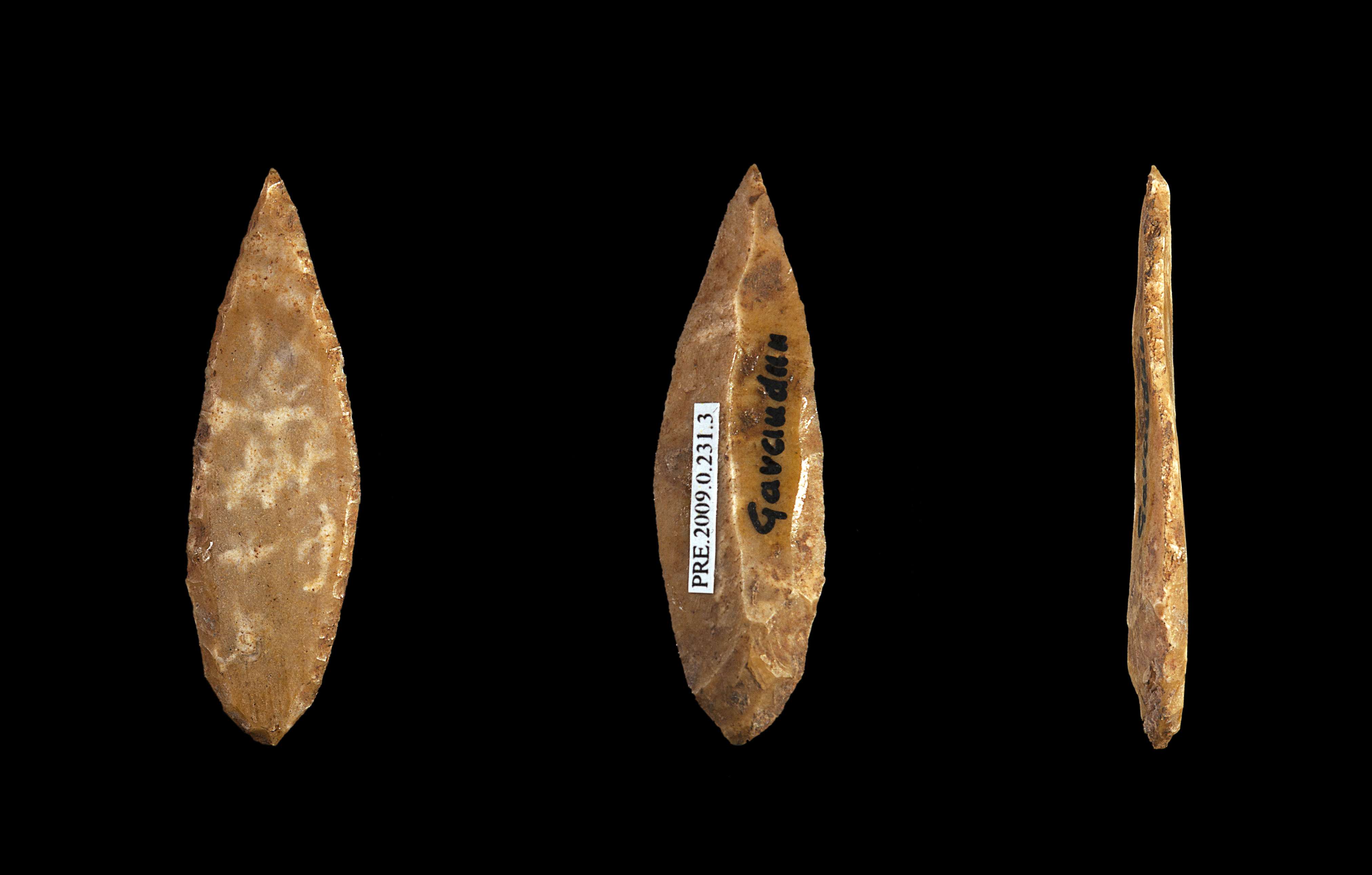
Fléchette.
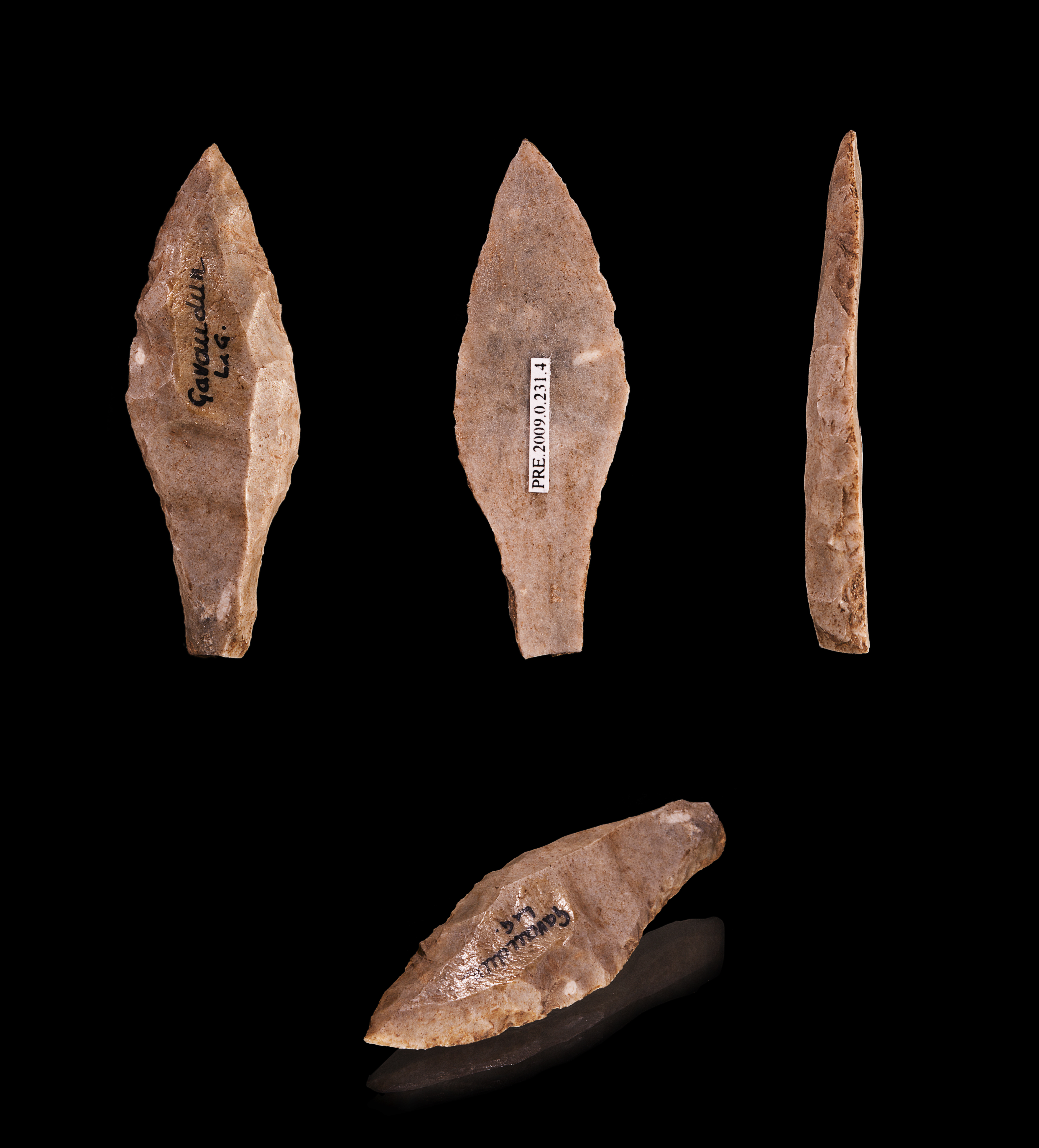
Pointe de la Font-Robert coll. Henri Breuil, Muséum de Toulouse.
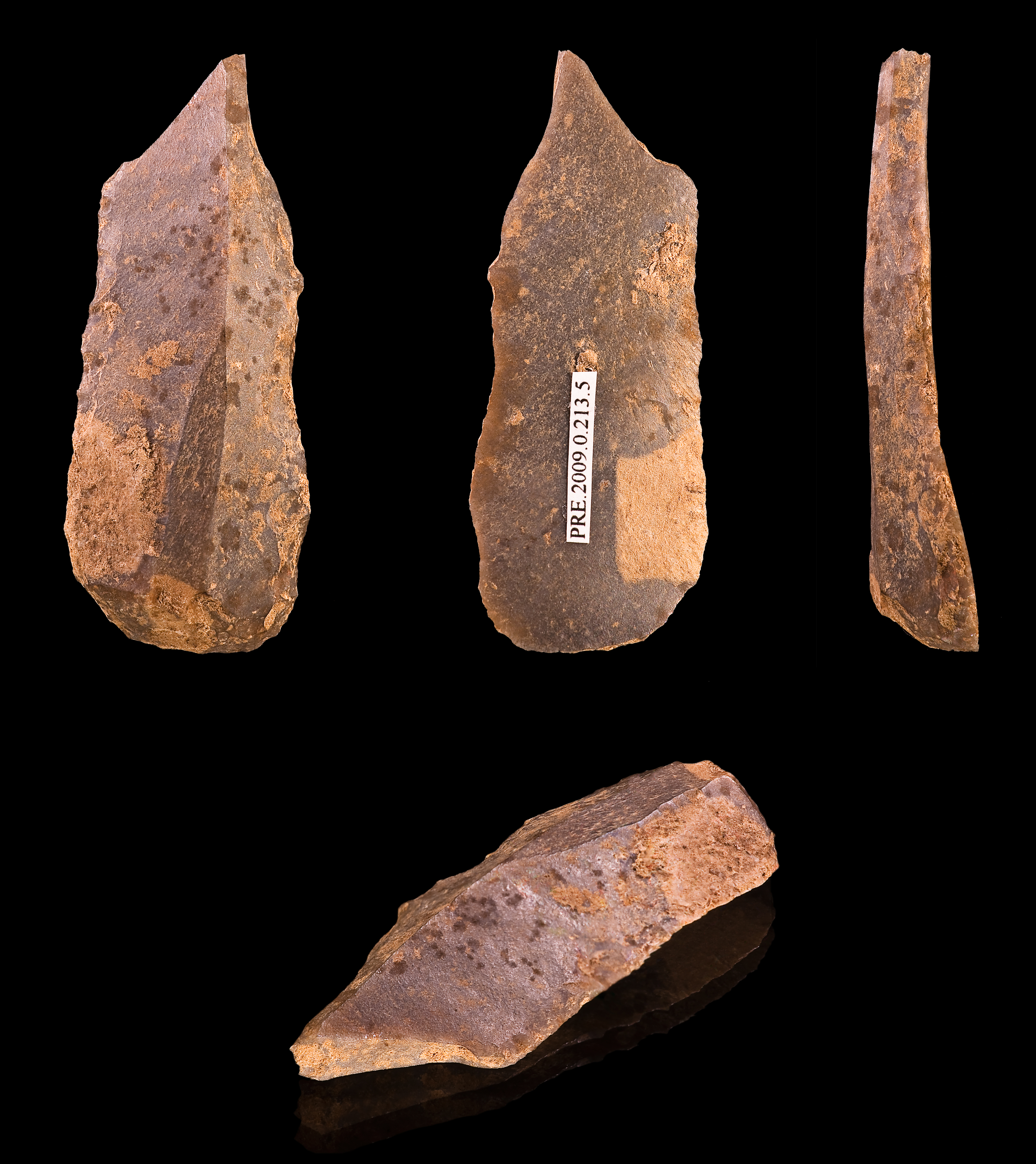
Burins.

À la fin du Gravettien, les pointes de la Gravette et les microgravettes sont progressivement remplacées par des lamelles à dos ; les burins dièdres se substituent aux burins sur troncature retouchée ; et les lames retouchées se développent (Protomagdalénien).
En Europe centrale et méridionale à la même époque, on assiste à une microlithisation de l'outillage pour donner les faciès de l'Épigravettien (ou Tardigravettien), qui remplaceront partiellement ou totalement le Solutréen et le Magdalénien.
L'industrie en os comporte notamment des pointes de sagaies.
L'emploi prépondérant de la retouche plate a permis d'émettre l'hypothèse d'une certaine continuité entre le Lincombien-Ranisien-Jerzmanowicien (LRJ) et le Gravettien.

## Alimentation
Dans la période gravettienne, les chasseurs-cueilleurs mangeaient la nourriture disponible dans leur environnement local. Cela comprenait le mammouth en Europe centrale, le cheval et le renne en Grande-Bretagne ; et les fruits de mer sur les côtes atlantiques ou méditerranéennes de ce que sont aujourd'hui la France et l'Italie.
Les animaux étaient une source de nourriture principale pour les premiers humains de la période gravettienne. Comme l'Europe était extrêmement froide pendant cette période, les sources de nourriture devaient être riches en énergie et en matières grasses. Les comparaisons de tests entre divers restes humains révèlent que les populations des latitudes plus élevées accordaient une plus grande importance à la viande. Un trait qui distingue les Gravettiens était leur facilité de mobilité par rapport à leurs homologues néandertaliens : les humains modernes ont développé la technologie et l'organisation sociale qui leur ont permis de migrer avec leur source de nourriture, même avec des troupeaux relativement sédentaires, tandis que les Néandertaliens n'auraient pas été aptes à voyager.
Grâce à leur capacité à se déplacer avec les troupeaux, les régimes gravettiens incorporaient une grande variété de proies animales. Les principaux facteurs étaient l'âge et la taille de l'animal. Par exemple, le cerf de première année offrait les peaux les plus appropriées pour les vêtements, tandis que le cerf de quatrième année contenait beaucoup plus de viande. Le régime gravettien comprenait des animaux plus gros tels que des mammouths, des hyènes, des loups, des rennes tués avec des outils en pierre ou en os, ainsi que des lièvres et des renards capturés avec des filets.
Les Gravettiens vivant sur les côtes ont pu bénéficier de protéines marines. À partir de restes trouvés en Italie et au Pays de Galles, il a été estimé que 20 à 30 % des régimes gravettiens des peuples côtiers étaient composés d'animaux marins. Les populations des basses latitudes dépendaient davantage des crustacés et des poissons, tandis que l'alimentation des latitudes plus élevées se composait de phoques.
Néanmoins, l'étude de fossiles humains des grottes de Serinyà en Catalogne, datés entre 25 000 et 27 000 ans, montre une alimentation basée sur les ressources terrestres — plantes et animaux terrestres de la région — en particulier les petits animaux comme les lapins, également des cerfs et des chevaux. Les isotopes des acides aminés ont confirmé que les individus ne mangeaient presque pas de poisson, et ce même à proximité des régions côtières, contrairement à ce que l'on supposait auparavant.

## Chasse

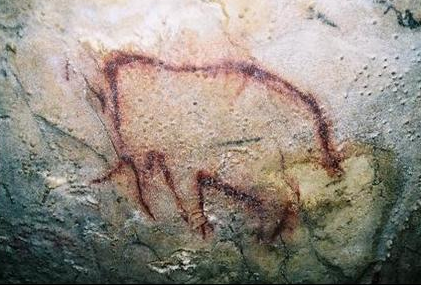
Mammouth. Grande grotte (Arcy-sur-Cure).

Les massues, les pierres et les bâtons étaient les principaux outils de chasse pendant la période du Paléolithique supérieur. Des pointes d'os, de bois et d'ivoire ont toutes été trouvées sur des sites en France, mais des pointes de flèches en pierre et des lances de jet appropriées ne sont apparues qu'à la période solutréenne (~ 20 000 avant le présent). En raison de ces outils primitifs, de nombreux animaux ont été chassés à courte distance. L'artefact typique de l'industrie gravettienne, autrefois considéré comme un diagnostic, est la petite lame pointue avec un dos droit et émoussé, aujourd'hui connue sous le nom de « pointe de la Gravette », qui servait à chasser le gros gibier. Les Gravettiens utilisaient des filets pour chasser le petit gibier et sont crédités d'avoir inventé l'arc et la flèche.
Les Gravettiens tendaient à s'installer dans des vallées par où migraient leurs proies. Par exemple, le site de La Gala, situé dans le Sud de l'Italie, montre une implantation stratégique basée dans une petite vallée. Au fur et à mesure que les colons devenaient plus conscients des schémas de migration d'animaux comme le cerf élaphe, ils ont appris que le troupeau de proies se trouvait dans les vallées, permettant ainsi aux chasseurs d'éviter de parcourir de longues distances pour se nourrir. Plus précisément dans le cas de La Gala, la topographie glaciaire a forcé le cerf à traverser les zones de la vallée occupées par les humains. Des preuves supplémentaires de colonies stratégiquement positionnées incluent des sites comme Klithi (district régional d'Ioannina) en Grèce, également placés pour intercepter des proies en migration.
Des découvertes en République tchèque suggèrent que des filets ont été utilisés pour capturer un grand nombre de proies plus petites, offrant ainsi un approvisionnement alimentaire rapide et constant et donc une alternative au modèle de fête / famine des grands chasseurs de gibier. Les preuves se présentent sous la forme d'une corde de 4 mm d'épaisseur conservée sur des empreintes d'argile. Le tissage des filets était vraisemblablement une tâche collective, reposant sur le travail des femmes et des enfants.

## Sépultures
À Krems an der Donau en Autriche, sur un promontoire situé sur la rive gauche du Danube, des fouilles archéologiques ont révélé une double tombe de jumeaux monozygotes et une tombe d'un autre enfant âgé de trois mois dans un site daté de 31 000 à 31 700 AP. Chacun des corps était plongé dans l'ocre rouge et était placé l'un à côté de l'autre dans des positions fléchies face à l'est et avec leur crâne pointant vers le nord. Un total de 53 perles en ivoire de mammouth avaient été fixées sur le bassin de l'enfant 1 et leur disposition indique clairement qu'elles avaient été enfilées sur une ficelle. Les 53 perles sont remarquablement similaires en taille et en forme et les perforations ne montrent aucun signe d'usure, indiquant une production dans le seul but de servir de marchandise funéraire. L’attribution personnalisée est soulignée par la position de la main droite de l’individu placée au sommet de la chaîne. En revanche, l'enfant 2 était équipé de trois mollusques perforés (Theodoxus sp.) et d'une incisive de renard perforée (Vulpes sp.) qui ont été récupérés sous la mandibule de l'enfant 2, suggérant qu'il s'agissait de pendentifs sur un seul collier. Une autre sépulture contenait le squelette mal conservé d'un autre enfant (ind3) qui était enterré en position fléchie et recouvert d'une épaisse couche d'ocre rouge. Le squelette de l'enfant était également orienté vers l'est, mais dans ce cas, le crâne était orienté vers le sud. Dans l'orientation de l'axe du corps, une épingle de 8 cm de long en ivoire de mammouth était située à 2 cm au-dessus du crâne. Elle peut avoir été utilisée comme épingle pour attacher et/ou décorer un vêtement en cuir ou en fourrure qui aurait été enroulé autour du corps avant l'enterrement.

## Art
L'art gravettien est caractérisé par ses « Vénus paléolithiques » présentant des formes souvent très généreuses (Vénus de Lespugue, de Willendorf) ou parfois plus fines (Dame de Brassempouy). Ces statuettes sont particulièrement nombreuses à cette époque en Europe orientale, notamment dans la plaine russe. Le mammouth laineux occupant une place centrale dans l'économie des sociétés de ces régions (avec le renne), de nombreuses Vénus paléolithiques gravettiennes sont en ivoire de mammouth. Le style des figurines est figuratif, à la différence des statuettes ultérieures, épigravettiennes et magdaléniennes, qui sont plus schématiques et stylisées.
L'art gravettien comporte aussi des gravures sur os et ramures, des frises gravées dans les abris sous roches et des grottes ornées (chevaux ponctués de Pech Merle, mains négatives de Gargas, grottes de Vilhonneur, grotte de Cussac).

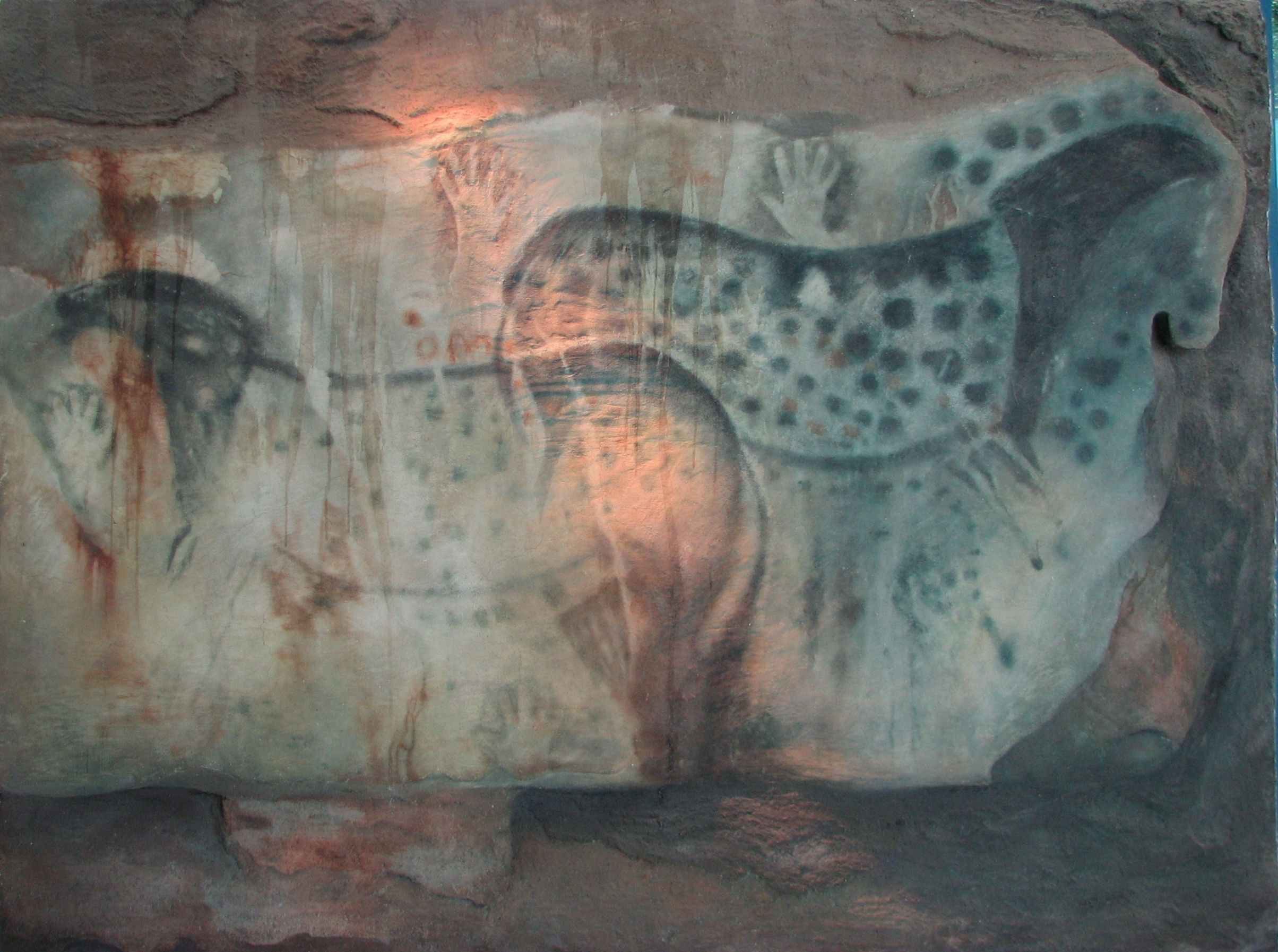
Grotte du Pech Merle, chevaux, main négative et ponctuations.
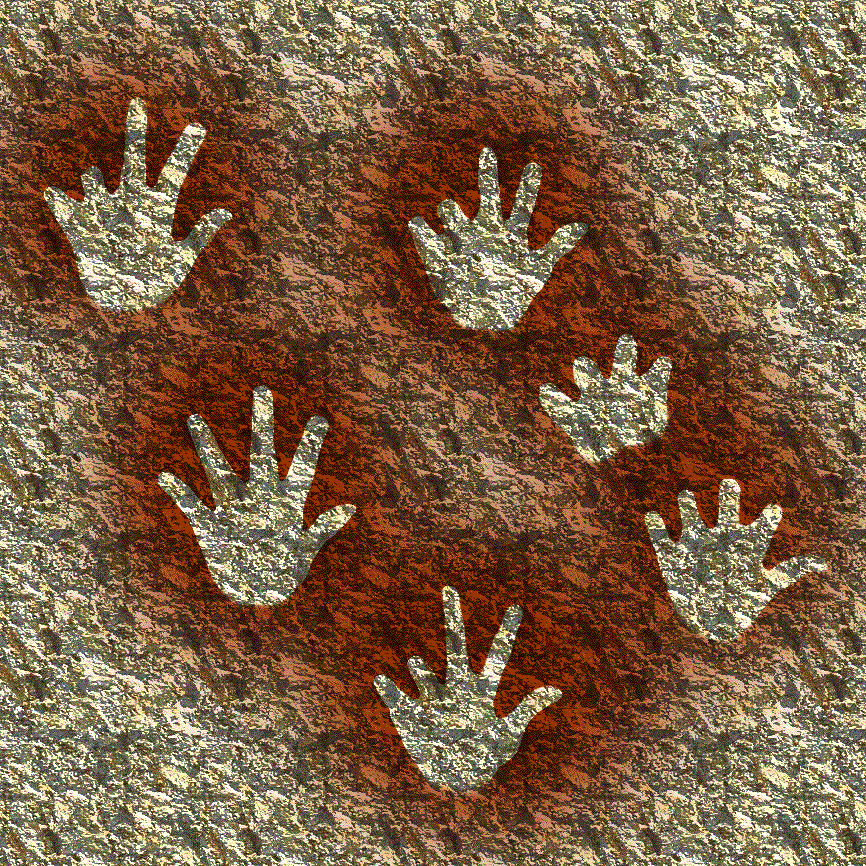
Grottes de Gargas, mains négatives réalisées au pochoir, dont certaines avec doigts tronqués.
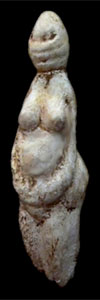
Vénus de Parabita
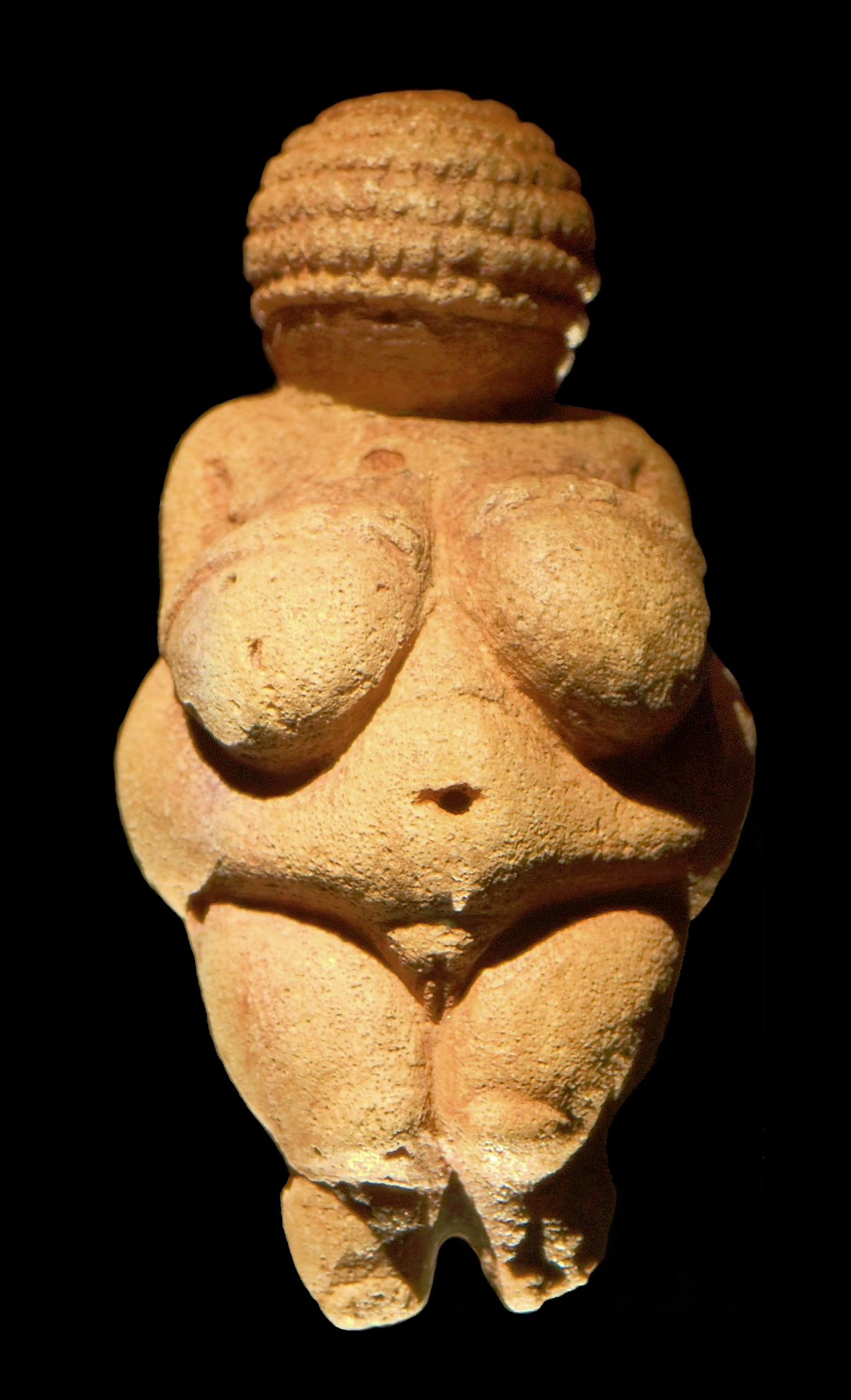
Vénus de Willendorf.
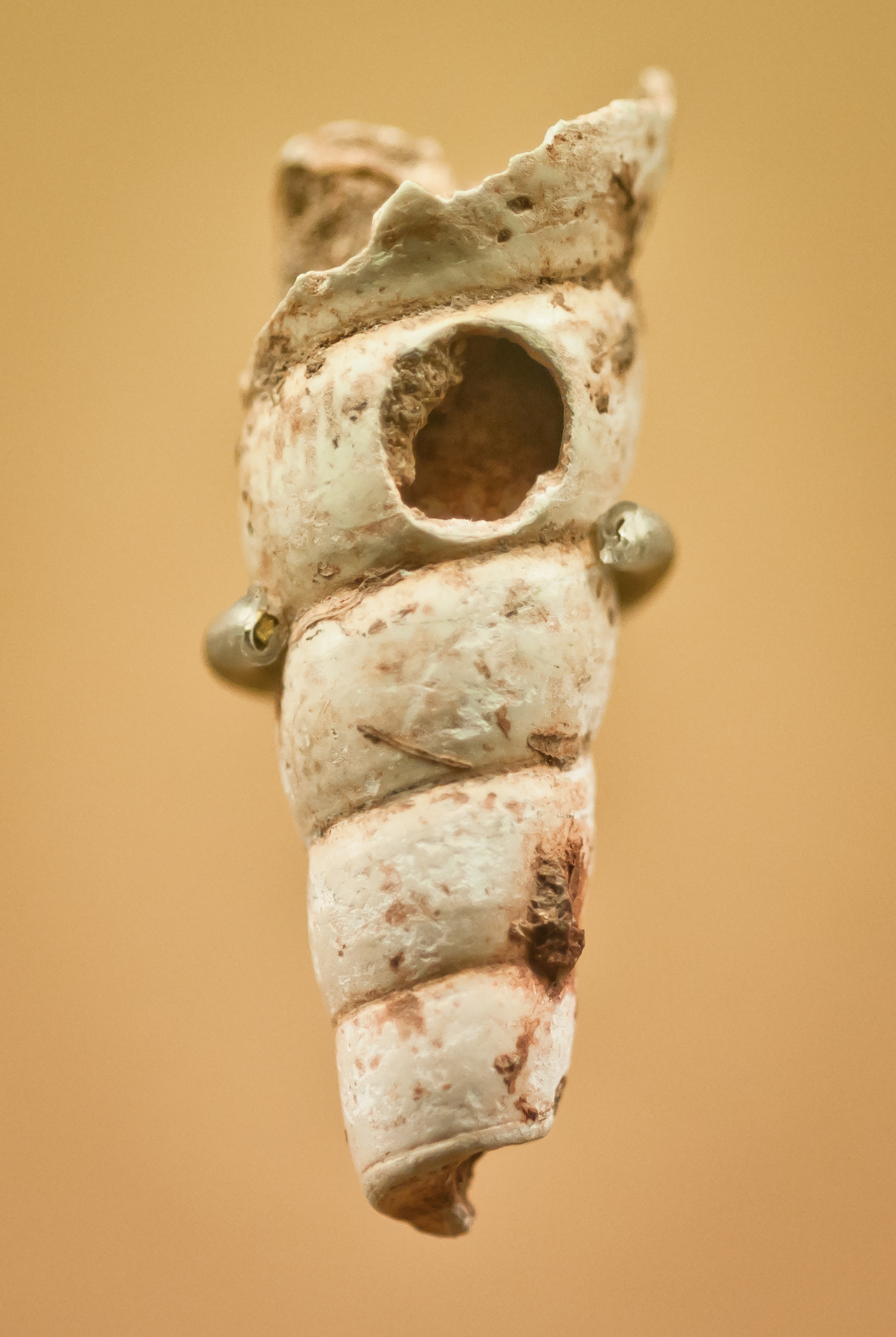
Abri de La Gravette à Bayac, pendeloque en coquillage.
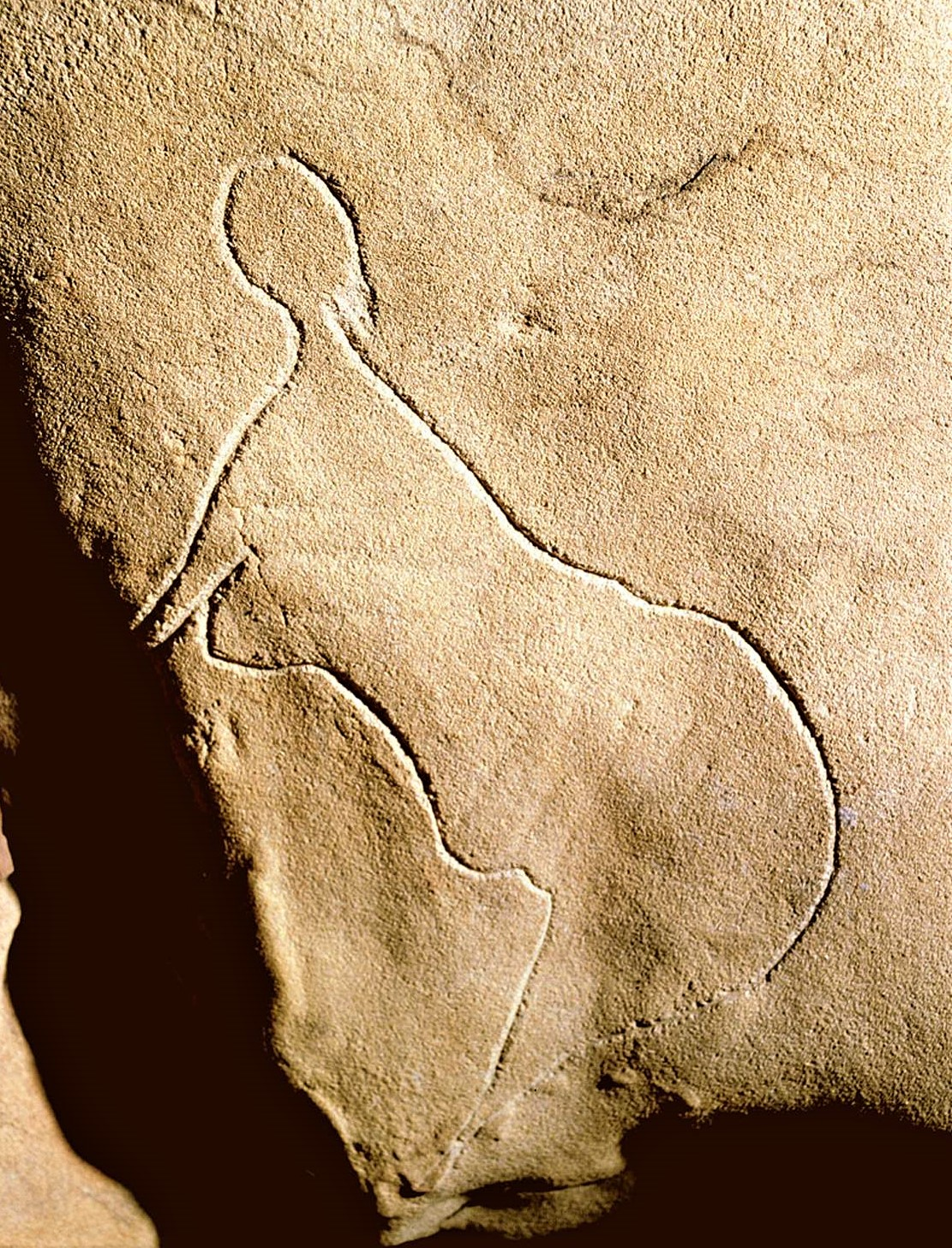
Grotte de Cussac, gravure d'une silhouette de femme.

## Génétique
Les échantillons d'ADN-Y analysés dans une étude de 2016, datés entre 31 000 et 26 000 ans AP, qu'ils proviennent de Belgique, de Tchéquie, d'Autriche ou d'Italie, sont étroitement apparentés, ce qui semble refléter une expansion de la population associée à la culture archéologique du Gravettien. Les humains de l'Aurignacien auraient été évincés il y a entre 34 000 et 26 000 ans par un autre groupe d'humains, les Gravettiens. Bien qu'ils portent des signatures génétiques distinctes, les Gravettiens et les Aurignaciens sont les descendants de la même branche européenne d'Homo sapiens,.
Dans cette étude paléogénétique publiée en 2016, sur les quatorze échantillons d'ADNmt, il y avait treize échantillons d'haplogroupe U et un échantillon de l'haplogroupe M. La majorité des haplogroupes U appartenait aux sous-clades U5 et U2
L'analyse du génome d'un individu âgé de 36 000 ans environ, originaire de Bourane-Kaya III, en Crimée, confirme que les groupes du Gravettien seraient issus d'une branche orientale de cette population fondatrice de chasseurs-cueilleurs européens qui se serait étendue depuis la Russie actuelle vers l'ouest,. L'aire de distribution du Gravettien est approximativement la même que pour l'haplogroupe I (groupe d'ADN-Y, c'est-à-dire transmis exclusivement en ligne masculine). L'haplogroupe mitochondrial de l'individu étudié est N1 avec également trois des huit mutations qui mènent à la branche N1b.
Une étude plus complète publiée en 2023 distingue une lignée occidentale et une lignée orientale au sein des populations du Gravettien. Cette distinction génétique coïncide avec des différences dans les pratiques mortuaires. Les individus de l'ouest et du sud-ouest de l'Europe liés au cluster « Fournol » sont systématiquement déposés dans des sites de grottes et présentent parfois des marques anthropiques tandis que les individus liés au cluster « Věstonice » (Tchéquie) situés dans le centre-est et le sud de l'Europe sont enterrés avec des biens et/ou des ornements personnels et de l'ocre en plein air ou dans des sites de grottes. Les résultats suggèrent qu'entre le gravettian précoce/moyen et tardif, il y eut lieu une extension vers l'ouest de l'ascendance associée à Věstonice qui a atteint l'Europe centrale-ouest et a créé une cline de mélange longitudinal entre ces deux populations génétiquement distinctes,.

## Faciès typologiques en France
L’analyse statistique menée sur un corpus de niveaux industriels du Paléolithique supérieur ancien récemment fouillés a permis de réviser le « modèle périgordien » de Denis Peyrony, basé sur une interprétation erronée des stratigraphies disponibles. La nouvelle analyse propose une structuration des industries lithiques du Gravettien en sept faciès chronologiques caractérisés chacun par une association préférentielle d’outils, traduisant une adaptation de la culture matérielle au contexte climatique. La révision du cadre paléoclimatique souligne, en outre, la corrélation entre les industries et le contexte, en accord avec les datations absolues.
- Un Gravettien ancien contemporain de la phase froide inter Maisières/Tursac, subdivisé en :
  - Gravettien de faciès Fontirobertien à grattoirs, pointes de la Font-Robert et pointes de la Gravette.
  - Gravettien de faciès Bayacien à grattoirs, burins, fléchettes et rares pointes de la Gravette
  - Gravettien de faciès indifférencié à burins sur troncature retouchée et pointes de la Gravette.
- Un Gravettien moyen contemporain de la phase plus douce et très humide connue sous le nom d'« oscillation de Tursac », qui se subdivise en deux phases reconnues en succession stratigraphique à l'abri Pataud :
  - Gravettien de faciès Noaillien à burins sur troncature retouchée et burins de Noailles.
  - Gravettien de faciès Rayssien à burins sur troncature retouchée, burins de Noailles et burins du Raysse.
- Un Gravettien récent contemporain du Pléniglaciaire froid et sec du Würm récent, subdivisé en :
  - Gravettien de faciès Laugérien type A à burins sur troncature retouchée et pointes et micropointes de la Gravette.
  - Gravettien de faciès Laugérien type B à burins dièdres (simples ou multiples) et microgravettes.
- Un Gravettien tardif (Protomagdalénien) situé en continuité chronologique et typologique avec le précédent.

### Le Gravettien ancien
Selon Bosselin, le Périgordien IV à pointes de la Gravette et le Périgordien V2 à éléments tronqués sont regroupés dans le Gravettien de faciès indifférencié, tandis que les industries à pointes de la Font-Robert (Gravettien de faciès Fontirobertien) sont antérieures à celles à pointes de la Gravette :
- L'existence du Bayacien est confirmée grâce aux données de l'abri Pataud, en opposition au site de la Gravette, où le matériel est jugé moins représentatif. La transition du Gravettien Bayacien au Gravettien indifférencié s’observe notamment par la disparition des fléchettes au profit des pointes de la Gravette.
- La transition entre le faciès Fontirobertien et le faciès indifférencié, visible dans plusieurs sites (La Ferrassie, Les Vachons, Le Flageolet I), montre une évolution typologique marquée par une réduction des grattoirs au profit des burins, la disparition progressive des pointes de la Font-Robert et un polymorphisme de l’outillage à dos, adapté à des conditions climatiques similaires.
- Enfin, les premières phases du Gravettien s'organisent selon une double structure typologique : soit Font-Robert / Gravette / Noailles, soit Fléchette / Gravette / Noailles, ce qui corrige les lacunes du schéma classique de D. Peyrony et clarifie la succession des industries dans divers sites, comme l’abri Pataud ou le Roc de Combe.

### Le Gravettien moyen
L’abri Pataud montre, pour la première fois, la succession stratigraphique et typologique Gravettien de faciès Noaillien / Gravettien de faciès Rayssien. « Cette substitution des burins de Noailles par les burins du Raysse autorise à rejeter l’hypothèse de spécialisation fonctionnelle des sites et à envisager l’hypothèse de l’évolution technique d’une même tradition typologique visant au même résultat, la production en série de microlamelles dans un contexte plus clément ».
« En l’état actuel des connaissances, en se basant exclusivement sur les sites récemment fouillés, il n’existe pas de niveaux intermédiaires entre le Gravettien de faciès indifférencié et le Gravettien de faciès Noaillien. Il n’existe pas non plus de niveau intermédiaire entre le Gravettien de faciès Rayssien et le Gravettien de faciès Laugérien ».

### Le Gravettien récent et tardif
Avec le Gravettien récent de faciès Laugérien, on assiste à une nouvelle rupture typologique : diminution des grattoirs et des burins au profit des pointes et micropointes de la Gravette, et disparition des burins de Noailles et du Raysse. L’analyse statistique conduit à dégager deux types basés sur un rapport IBd/IBt inférieur à l’unité dans la phase A et supérieur à l’unité dans la phase B. D’autres indices évolutifs, comme la décroissance des pointes de la Gravette et des burins sur troncature retouchée, la croissance des burins dièdres, souvent multiples, et l’apparition des lames retouchées dans le type B, montrent que le Gravettien récent de faciès Laugérien s’engage dans un processus conduisant au Gravettien tardif de faciès Protomagdalénien, traduisant l’aboutissement ultime de cette évolution et terminant le cycle gravettien (supériorité des burins sur les grattoirs et des burins dièdres sur les types sur troncature retouchée, rareté des pointes de la Gravette, abondance des lames retouchées et des lamelles à dos).

## Les sites gravettiens de référence
En France, les sites gravettiens de référence sont : l'abri Pataud, Laugerie-Haute Est, la Gravette (Bayac), la Ferrassie et le Flageolet I (Bézenac) en Dordogne (Périgord) ; le Roc de Combe et l'abri des Peyrugues (Orniac) dans le Lot (Quercy), l'abri du Blot en Haute-Loire (Auvergne), les grottes d'Arcy-sur-Cure dans l'Yonne (Bourgogne). Malheureusement, quelques-uns de ces sites sont encore inédits, près de 20 ans après leurs fouilles.
Des données complémentaires sont fournies par les sites des Jambes (Périgueux), de la Rochette (Saint Léon-sur-Vézère), de Corbiac (Bergerac), de l'abri Labattut, du Trou de la Chèvre (Bourdeilles), de l'abri du Facteur (Tursac) et de Maldidier (La Roque-Gageac) en Dordogne ; 
du Roc de Gavaudun, de l'abri Peyrony (Gavaudun), de Roquecave (Gavaudun), de Métayer (Gavaudun) et du plateau Cabrol (Saint-Front-sur-Lémance) en Lot-et-Garonne ; 
du Roc de Cavart (Montcabrier), des Fieux (Miers) et de la Bergerie (Saint-Géry) dans le Lot ; de l'abri des Battuts (Penne) dans le Tarn ; de la grotte de Bassaler-Nord (Brive) en Corrèze (Limousin) ; des abris I et II des Vachons en Charente ; de Laraux et des Plumettes (Lussac) dans la Vienne ; 
du Cirque de la Patrie (Ormesson) en Seine-et-Marne ; 
et de l'île de Bréhat en Bretagne, avec des données stratigraphiques et typologiques de valeur inégale.